# Nicolas Joseph Cugnot
Nicolas Joseph Cugnot [nikola žozef kyňo] (26. února 1725 – 2. října 1804) byl francouzský vynálezce a dělostřelecký důstojník. Bývá pokládán za vynálezce prvního samostatně se pohybujícího mechanického vozidla, jiní tento titul připisují vlámskému misionáři v Číně Ferdinandu Verbiestovi, který měl první „automobil“ na světě vyrobit okolo roku 1672, ovšem jen jako funkční model.

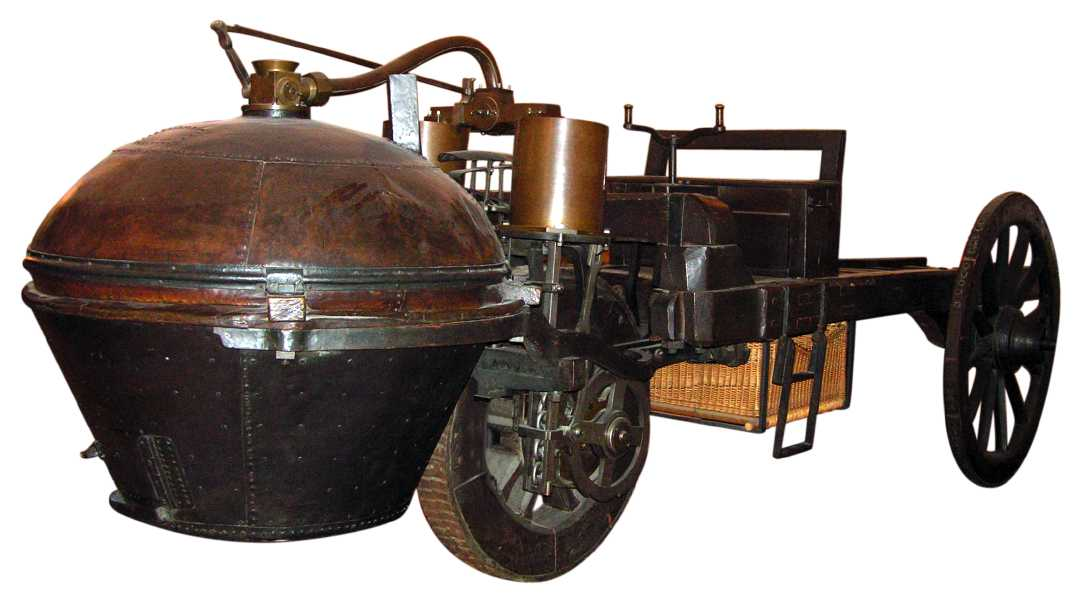
Fardier à vapeur z roku 1771

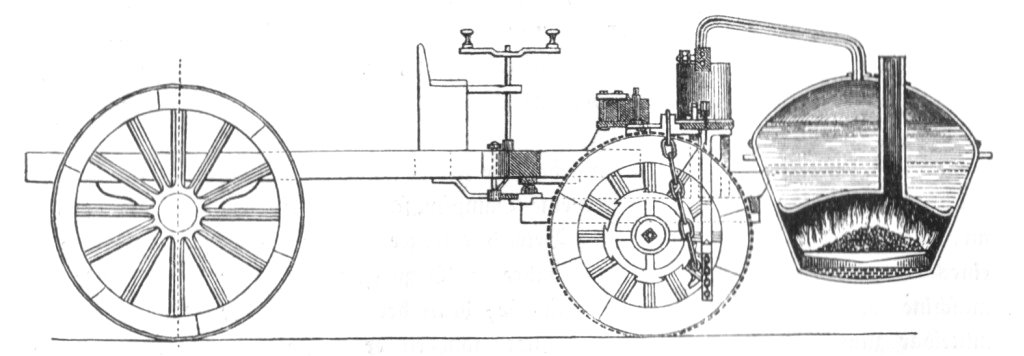
Schéma Cugnotova vozu

## Život
Cugnot se narodil 26. února 1725 v obci Void v Lotrinsku ve Francii a vyučil se inženýrem. Své pokusy vyvinout vůz na parní pohon určený pro přepravu děl pro francouzskou armádu začal v roce 1765. Roku 1769 sestavil malý model tříkolového vozu, který pojmenoval fardier à vapeur (parní vůz).
O rok později vyrobil verzi fardieru s použitelnými rozměry. Vůz se podobal normálnímu potahu s koňmi ale měl tři kola (vpředu jedno a vzadu dvě) a tam, kde normálně jsou koně (tedy před předním kolem), byl parní motor. Poháněno bylo samozřejmě přední kolo, které bylo kvůli uložení motoru přetížené. Proto byl vůz označen za nestabilní, což byl závažný nedostatek, protože fardier měl být schopný jet do prudkých kopců a pohybovat se v terénu. Vůz vážil 2,5 tuny a uvezl 4 tuny.
V roce 1771 byl vyroben druhý exemplář fardieru. V témže roce proběhla pravděpodobně první automobilová nehoda na světě, když Cugnot s původním vozem z roku 1770 při veřejném předvádění naboural do zdi, kterou ale snadno provalil a projel.
V následujících letech byl Cugnotův projekt zastaven, Cugnot dostal důchod 600 franků ročně a jeho vůz byl dán v roce 1800 do Muzea umění a řemesel, kde je dodnes. S příchodem Velké francouzské revoluce byl důchod zrušen a vynálezce odešel do Bruselu, kde žil v chudobě. V roce 1804 ho Napoleon pozval zpět do Francie, a 2. října téhož roku Cugnot v Paříži zemřel.